# IBM Systeem/370

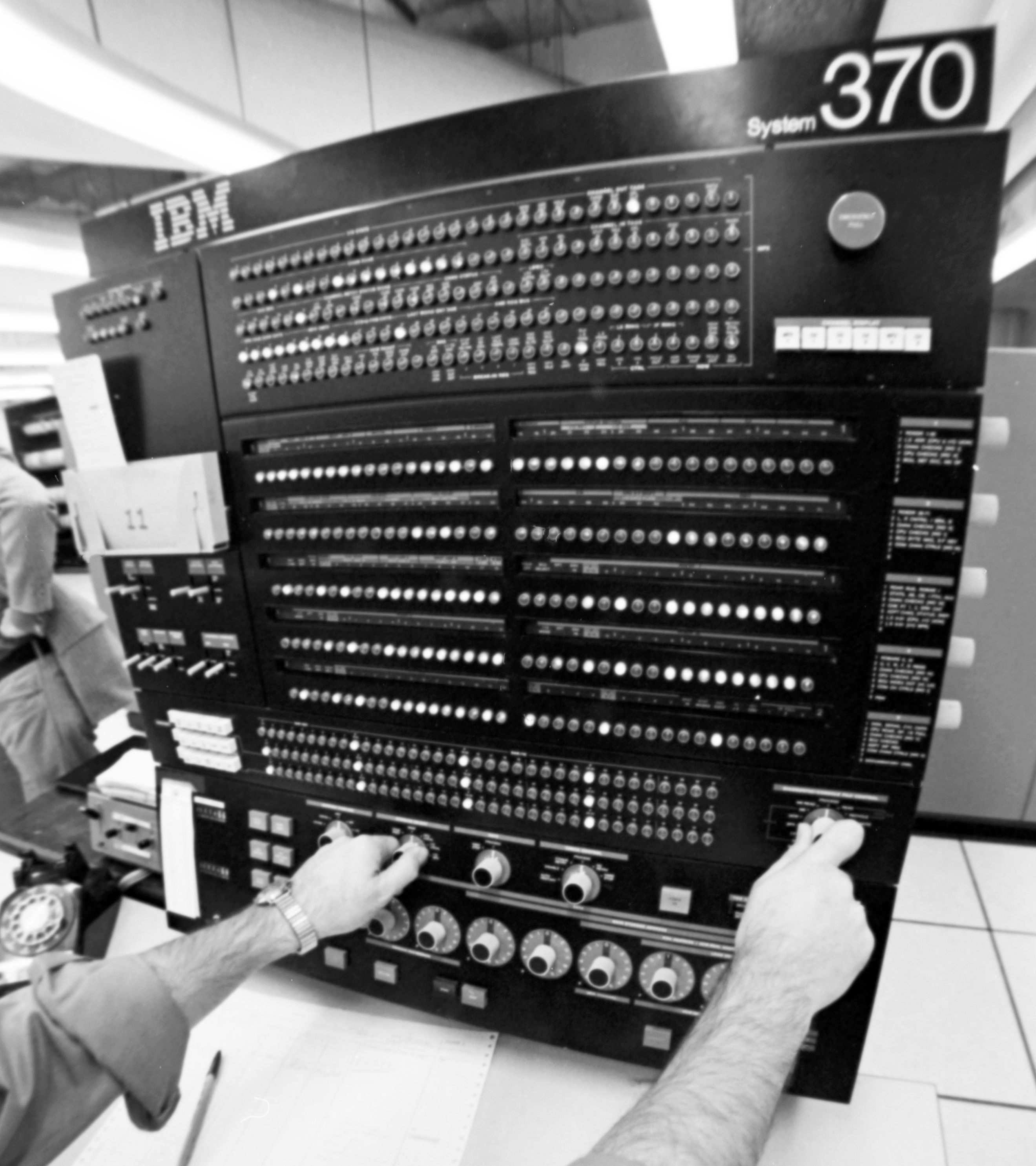
IBM System/370 controlepaneel

Het Systeem/370 (System/370; S/370) is een modellenreeks van IBM-mainframecomputers die op 30 juni 1970 werd aangekondigd als de opvolger van de Systeem/360-familie. Naast verbeterde prestaties behield de serie grotendeels achterwaartse compatibiliteit met de S/360, wat voor klanten een eenvoudig migratiepad mogelijk maakte. In september 1990 werd de Systeem/370-lijn opgevolgd door Systeem/390.

## Hardware

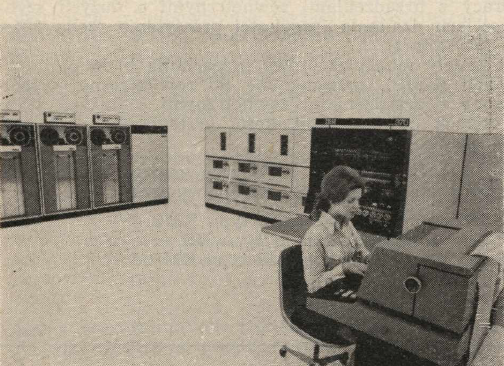
IBM System/370 model 145

De belangrijkste nieuwe functies ten opzichte van de S/360 waren multiprocessor-mogelijkheden, ondersteuning voor virtueel geheugen en 128-bits drijvende-kommaberekeningen.
Systeem/370 heeft gedurende zijn twintigjarige levensduur verschillende architectonische verbeteringen ondergaan. De eerste en belangrijkste verandering was de introductie van virtueel geheugen, dat voor het eerst beschikbaar was in 1972, nadat IBM aanvankelijk besloten had om virtueel geheugen niet op te nemen in de S/370-familie.
Later hadden architecturale veranderingen vooral invloed op het geheugen, zowel virtueel als fysiek, zodat ze hogere werklasten konden ondersteunen. Zoals bij alle IBM-mainframes was het behoud van achterwaartse compatibiliteit van het grootste belang.
De S/370-XA-architectuur, voor het eerst beschikbaar in de 3081- en 3083-processors uit 1981, leverde opnieuw een aantal verbeteringen op, waaronder een uitbreiding van de adresruimte van 24-bit naar 31-bit en een compleet herontwerp van de I/O-architectuur.
De ESA/370-architectuur uit 1988 omvatte 32-bits registers, meer adresseringsmodi en faciliteiten om tegelijkertijd met meerdere adresruimten te werken.
| Jaar | Architectuur            | Marktpositionering    | Serie          | Modellen         |
| ---- | ----------------------- | --------------------- | -------------- | ---------------- |
| 1970 | System/370 (zonder DAT) | high-end              | System/370-xxx | -155, -165, -195 |
| 1970 | System/370 (DAT)        | mid-range             | System/370-xxx | -145 en -135     |
| 1972 | System/370              | high-end              | System/370-xxx | -158 en -168     |
| 1972 | System/370              | entry-level           | System/370-xxx | -115 en -125     |
| 1972 | System/370              | mid-range             | System/370-xxx | -138 en -148     |
| 1977 | System/370-compatible   | high-end              | 303x           | 3031, 3032, 3033 |
| 1979 | System/370-compatible   | entry-level/mid-range | 43xx           | 4331, 4341, 4361 |
| 1980 | System/370-compatible   | high-end              | 308x           | 3081, 3083, 3084 |
| 1981 | System/370-XA           | high-end              | 308x           | 3081, 3083, 3084 |
| 1983 | System/370-XA           | mid-range             | 4381           | 4381             |
| 1986 | System/370-XA           | high-end              | 3090           | -120 tot -600    |
| 1986 | System/370-compatible   | entry-level           | 937x           | 9370, ...        |
| 1988 | ESA/370                 | high-end              | ES/3090        | ES/3090          |
| 1988 | ESA/370                 | mid-range             | ES/4381        | -90, -91, -92    |

## Software
Naast OS/360 van de S/360 konden ook vier nieuwe besturingssystemen met ondersteuning voor virtueel geheugen gebruikt worden: OS/VS1 VM/370, OS/VS2 SVS, OS/VS2 MVS en DOS/VS.

## Klonen
Ten tijde van Systeem/360 hadden een aantal fabrikanten de IBM/360-instructieset en tot op zekere hoogte de 360-architectuur al gestandaardiseerd. Opmerkelijke computerfabrikanten waren onder meer Univac met de UNIVAC 9000-serie, RCA met de RCA Spectra 70-serie, English Electric met het English Electric System 4 en de Sovjet ES EVM. Deze computers waren niet perfect compatibel en dat was ook niet de bedoeling.
Dat veranderde in de jaren zeventig met de introductie van Systeem/370 en Gene Amdahls lancering van zijn eigen bedrijf. Rond dezelfde tijd begonnen grote Japanse firma's interesse te vertonen in de lucratieve mainframemarkt, zowel in binnen- als buitenland. Eén Japans consortium concentreerde zich op IBM en op twee andere producenten uit de BUNCH-groep (Burroughs/Univac/NCR/Control Data/Honeywell) van IBM's concurrenten.  Deze laatste inspanningen werden stopgezet en uiteindelijk concentreerden alle Japanse inspanningen zich op de IBM-mainframelijnen.
Enkele klonen uit die tijd:
- Amdahl Corporation 470 series
- ES EVM
- Fujitsu
- Hitach
- Magnuson Computer Systems
- Mitsubishi
- Siemens
- Two Pi Corporation[13]
- Univac